# فيوزر (علم الفلك)
الفيوزر (بالإنجليزية: Fusor)‏ هو المصطلح الذي اقترحه جيبور باصري أستاذ علم الفلك في جامعة كاليفورنيا في بيركلي وقدمة للاتحاد الفلكي الدولي للمساعدة في توضيح تسميات الأجرام الفلكية، هو «جرم يحقق أنصهار مركزي خلال حياته».. ويشمل هذا التعريف أي شكل من أشكال الاندماج النووي، لذلك تم تعيين أدنى كتلة محتملة لفيوزر في ما يقرب من 13 كتلة مشترية، اوعندها يصبح انصهار الديوتريوم ممكنا.وهذا أصغر بكثير من النقطة التي يصبح فيها الانصهار المستمر للهيدروجين ممكنا، حوالي 60 ضعف كتلة المشتري.تعتبر الاجرام «نجمية» عندما تكون لها كتلة تعادل حوالي 75 مرة كتلة مشترية، وينكمش الجرم بسبب الجاذبية، ويوقف تماما لفترة طويلة من الزمن بفعل الحرارة الناتجة عن التفاعل النووي الداخلي. وتشمل الفيوزرات النجوم النشطة، والنجوم الميتة، والأقزام البنية.
ومن شأن إدخال مصطلح «الفيوزر» أن يسمح بالتعريف البسيط التالي:
- الفيوزر- جرم قادر على الانصهار المركزي.
- الجرم الكوكبي الكتلة -مستدير ليس فيوزر
- الكوكب - جرم كوكبي الكتلة في مدار حول فيوزر

حيث تفهم مستدير بأن «سطحه تقريبا في تساوي ثقالي»، المدار يعني «المدار الرئيسي الآن، أو الذي كان في الماضي حوله»، وقادر على الانصهار المركزي ممكن في وقت ما خلال وجود الجرم في حد ذاته.